# Лукас Перес
Лукас Перес Мартинес (на испански: Lucas Pérez Martínez; роден на 10 септември 1988 г. в Ла Коруня) е испански футболист, играе като нападател и се състезава за нидерландския ПСВ Айндховен.

## Клубна кариера

### Ранна кариера
Лукас е роден в град Ла Коруня, Галисия, но след като преминава през три различни отбора на юношеско ниво, Перез играе за третия отбор на Атлетико Мадрид в Терцера Дивисион. През лятото на 2009 година преминава в отбора на Райо Валекано, където се подвизава във втория отбор на клуба и помага на резервите да спечелят промоция от споменатата вече Терцера Дивисион.
През сезон 2010/11 Лукас изиграва пет мача и вкарва един гол срещу отбора на Реал Валядолид, а Райо Валекано успява да се завърне в Примера дивисион след осем години отсъствие от елита. Все пак не успява да се наложи в отбора и основно играе за резервния тим.

### Карпати Лвов
На 17 януари 2010 година Перес подписва тригодишен договор с украинския елитен Карпати Лвов, преминавайки със свободен трансфер.
Отбелязва първия си гол за клуба на 17 юли 2010 година при равенството 1-1 с отбора на Черноморец Одеса. На 18 ноември 2012 година отбелязва гол в първата минута при победата с 2-0 над тима на Волин Луцк, в чийто състав са българите Валентин Илиев и Петър Занев.
През януари 2013 година преминава под наем в украинския гранд Динамо Киев, но не успява да се наложи в отбора.

### ПАОК
На 5 юли 2013 година Лукас Перес преминава в гръцкия гранд ПАОК срещу сумата от 700 хиляди евро.
На 17 август 2013 година отбелязва първия си гол за новия клуб при победата с 3-0 над Шкода Ксанти. На 24 ноември същата година вкарва гол за победата с 3-1 над „кръвния враг“ Арис в „Дербито на Северна Гърция“.

### Депортиво Ла Коруня
На 18 юли 2014 година Перес преминава под наем в току-що влезлия в елита отбор от родния му град Депортиво Ла Коруня. Отбелязва гол при дебюта си при победата с 3-0 над Валенсия.
На 12 август 2015 година Перес подписва 4-годишен договор с Депортиво, преминавайки при „Галисийците“ за постоянно. През декември 2015 година има 11 гола в 15 срещи през сезона.
На 12 декември 2015 година отбелязва първия гол за отбора си при равенството 2-2 срещу испанския гранд Барселона на техния Камп Ноу.
Отбелязва 17 гола през сезон 2015/16 и помага на отбора си да се спаси от изпадане.

### Арсенал
На 27 август 2016 година Арсен Венгер потвърждава, че Перес ще премине в английския гранд Арсенал Три дни по-късно Арсенал обявява официално трансфера на Перес като сумата е 17,1 милиона паунда.
На 10 септември 2016 година Перес прави официалния си дебют за клуба при победата с 2-1 над Саутхамптън. По ирония на съдбата в този ден Лукас и съотборника му Лоран Косиелни имат рождени дни, а Перес прави асистенция към Лоран за изравнителния гол.
На 20 септември 2016 година Перес отбелязва първите си две попадения за Арсенал при победата с 4-0 като гост над Нотингам Форест в турнира за Купата на лигата.